# Корупционен скандал в Турция 2013
Корупционният скандал в Турция през 2013 г. е резултат от криминално разследване на няколко ключови членове на турското правителство. Повечето от въвлечените в скандала са членове на Партия на справедливостта и развитието (AKP) на министър-председателя Реджеп Ердоган. Самият той е на посещение в ключовия си външен съюзник Пакистан, когато избухва скандалът, което според анализатори е повлияло на притежателите на записите да ги разкрият докато Ердоган е там.

## Полицейско разследване и обвинения
На 17 декември 2013 г. Отделът за борба с финансови престъпения и криминални доходи на Турската полиция в Истанбул арестува 47 души, включително служители от Администрацията за жилищно развитие, Министерството на околната среда и градското планиране и община Фатих. Бариш Гюлер, Каан Чаглаян и Огюз Байрактар, които са синове на турските министри Муамер Гюлер (министър на вътрешните работи, Зафер Чаглаян (министър на икономиката) и Ердоган Байрактар (министър на околната среда и градското планиране са въвлечени, както и Мустафа Демир, кметът на община Фатих, бизнесменът за недвижими имоти Али Агаоглу, Сюлейман Аслан, гемерален мениджър на Халкбанк и иранският бизнесмен Реза Зараб.
Нещо повече, Егемен Багиш, министър на работите по Европейския съюз, е посочен в статии в медиите като потенциален заподозрян за вземане на подкупи от Реза Зараб, който е свързан с бизнеса на милиардера Бабак Занджани.
Полицията конфискува $17.5 милиона, използвани за подкупи в разследването; $4.5 милиона са открити в жилището на Сюлейман Аслан, а $750 000 в това на Бариш Гюлер. Прокурорите обвиняват 14 души, включително Нариш Гюлер, Каан Чаглаян, Сюлейман Аслан и Реза Зараб в подкупничество, корупция, измама, пране на пари и контрабанда на злато. На 21 декември съдът нарежда ареста на тези 14 души.
Общо 91 души са задържани в разследването; 26 от тях са арестувани от съда.

### Втора вълна
Няколко вестници съобщават, че на 26 декември се очаква ново разследване, вероятно включващо синовете на министър-председателя Ердоган Билал Ердоган и Ахмет Ердоган, както и членове на Ал Кайда от Саудитска Арабия като шейх Ясин ал Кади и Осама Хутуб. Полицейските служители в истанбулската полиция, новоназначени от правителството няколко дни преди това, отказват да изпълнят заповедите си и заместник-директорът на публичната прокуратура не одобрява тази нова. Човекът зад разследването, прокурорът Муамер Акаш, е уволнен същия ден. Акаш казва, че е възпрян в изпълнението на задълженията си.
Планирана е втора вълна от арести и на пресата е пуснат списък.
В полунощ на 7 януари е публикуван правителствен декрет, уволняващ 350 полицейски служители от постовете им, включително шефовете на отделите, занимаващи се с финансови престъпления, контрабанда и организирана престъпност. Ислямският лидер Фетулах Гюлен нарича декрета чистка на граждански служители, а министър-председателят Ердоган нарича разследването за корупция „съдебен преврат“ от завиждащите на успеха му, а именно потайното движение Гюлен, подкрепено от чужденци.

## Правителствена реакция
От началото на разследването правителството на Партията на справедливостта и развитието започва чистка на полицията, уволнява десетки полицейски служители, най-значимо началника на полицията в Истанбул Хюсеин Чапкин. Министерството на вътрешните работи и Министерството на правосъдието също променят регулациите си, принуждавайки силите на сигурността да информират висшестоящите си за своите действия по всяко време. Това е критикуван от Турската адвокатска асоциация, която отнася случая до Турския държавен съвет, който отменя промяната на тези регулации на 27 декември, което силно разочарова министър-председателя Ердоган.
Множество опозиционни източници обвиняват правителството за това, че се опитва да повлияе на съдебната система и да укрие корупцията. Сред тях е депутатът от Партията национално движение Октай Вурал.
В края на декември вестниците Хюриет и Йени Сафак публикуват коментари от Ердоган, че той вярва, че е крайната цел на разследването за корупция и подкупничество на съюзниците му. Турският министър-председател казва на журналисти, че който се опитва да го въвлече в скандала ще остане „с празни ръце“. Ердоган прави промени в кабинета си на 25 декември, заменяйки 10 министри часове след като 3 министри, чиито синове са задържани в разследването, подават оставки.
Според правителствения говорител Хюсеин Челик четиримата министри, замесени в разследването, предлагат оставките си на министър-председателя Ердоган на 22 декември.
Ердоган обвинява за разследването международната конспирация и се зарича да отмъсти на ислямската общност на Фетхуллах Гюлен. Между Ердоган и Гюлен има антагонизъм от известно време: Хакан Шукур, който се счита често за ученик на Гюлен, подава оставка от поста си в Партията на справедливостта и развитието на 16 декември. Ердоган също заплашва Франсис Рикиардоне, посланикът на САЩ, с експулсиране.
Ердоган напуска страната за официална визита в Пакистан на 23 декември докато скандалът доминира заглавията в медиите.
Мохамед Мисир, чиновник в Министерството на здравеопазването, подава оставка на 24 декември след обвинения във вземане на подкупи.
Министърът на вътрешните работи Миамер Гюлер и министърът на икономиката Зафер Чаглаян, чиито синове са арестувани в анти-корупционата операция, подават оставки на сутринта на 25 декември. Същият следобед, Ердоган Байрактар (министър на околната среда и градското планиране) подава оставка като министър и депутат. Байрактар казва, че не е приел любезно да бъде принуден да подава оставка и че министър-председателят Реджеп Ердоган също трябва да подаде оставка, твърдейки, че всичко, което е направил, е било с одобрението на министър-председателя.
Бившият министър на вътрешните работи Идрис Шахин подава оставка от Партията на справедливостта и развитието на 25 декември. Той казва, че преследването от правителството на полицията и съдебната система не може да се обясни с разума или концепциите за законност и справедливост.
На 450 полицаи от отдела за финансови престъпления се забранява да влизат в щаба на сигурността на Истанбул.
Ердал Калкан, депутат от Измир от управляващата AKP, подава оставка от партията на 26 декември поради вилнеещия скандал. Халук Йоздалга, депутат от Анкара, подава оставка от AKP по същата причина. Ертугрул Гюнай, друг депутат от Измир и бивш министър на културата е третият подал оставка от AKP.
На 31 декември депутатът от Бурдур Хасан Йълдъръм също обявява оставката си от AKP.

## Други противоречия
На 24 декември се появява видео, показващо Али Ердоган, племенник и бодигард на министър-председателя Ердоган, да дава инструктаж на полицейски комисар да малтретира задържаните, протестирали срещу чичо му и му хвърля обиди, когато той отказва.
На 23 декември 35-годишният Хакан Юкседаг, полицейски комисар в Отдела за борба с контрабандата и организираната престъпност, е намерен мъртъв в колата си. Роднините му оспорват официалната версия, че се е самоубил.
На 24 декември, Абди Алтинок, помощник-началник на полицията в провинция Испарта .
На 30 декември в Иран е арестуван милиардерът Бабак Занджани, партньор и съучастник на Реза Зараб.